# 湟川郡
湟川郡，中国北涼时设置的郡。

## 建置沿革
北涼玄始二年（413年），以南涼湟川護軍轄區改置湟川郡，領湟川縣，屬涼州。承和七年（439年），湟川郡降於北魏，郡廢。

## 太守
- 成宜侯，北涼沮渠蒙遜玄始二年（413年）出任。[1]